# Aleksije Philes
Aleksije Philes (Ἀλέξιος Φιλῆς) bio je srednjovjekovni grčki plemić i general.
Bio je sin Teodora Philesa i nepoznate žene; Teodor je bio guverner Soluna.
Aleksije je oženio plemkinju Mariju Paleolog, čiji je ujak bio car Mihael VIII. Paleolog, koji je Aleksija učinio megasom domestikosom (μέγας δομέστικος).
1262. god. – ili iduće godine – Aleksije je poslan u Moreju. Zarobljen je u bici kod Makryplagija te je umro u zatočeništvu.